# Gynoplistia pallidistigma
Gynoplistia pallidistigma är en tvåvingeart som beskrevs av Alexander 1923. Gynoplistia pallidistigma ingår i släktet Gynoplistia och familjen småharkrankar. Inga underarter finns listade i Catalogue of Life.